# Хьюгарт, Рон
Рон Хьюгарт (англ. Ron Hughart) — американский режиссёр мультипликации, принимавший участие в создании нескольких шоу, среди которых: «Шоу Рена и Стимпи», «Домашний пёс», «Футурама» и «Американский папаша!». При создании «Шоу Рена и Стимпи» также исполнял роль куратора эскизов и режиссёра тайминга. В настоящее время Хьюгарт работает над проектом «Американский папаша!» в качестве помощника режиссёра совместно с Энтони Льои (англ. Anthony Lioi).
Во время работы на «Футурамой» режиссёр Рич Мур сказал, что Рон блестяще отрежиссировал некоторые из сцен насилия в сериале. Это было отмечено в аудиокомментарии к серии «Raging Bender» (рус. «Бешеный Бендер»).

## Режиссура

### Эпизоды сериала «Домашний пёс»
- «Call of the Mild» (рус. «Зов природы») (не указано)

### Эпизоды сериала «Футурама»
- «A Fishful of Dollars»
- «Fry and the Slurm Factory»
- «Raging Bender»
- «War Is the H-Word»
- «A Tale of Two Santas»
- «Bendin’ in the Wind»
- «The 30% Iron Chef»
- «Bender Should Not Be Allowed on TV»
- «The Farnsworth Parabox»

### Эпизоды сериала «Американский папаша!»
- «Pilot»
- Режиссёр 1-го сезона
- Помощник режиссёра со 2-го по 6-й сезон

### Эпизоды «Шоу Рена и Стимпи»
- «Haunted House»
- «The Cat That Laid the Golden Hairball»
- «Rens’ Pecs»
- «Jimminy Lummox»
- «Jerry the Bellybutton Elf»
- «Eat My Cookies»
- «House of Next Tuesday»
- «I Love Chicken»
- «Pixie King»
- «Feud for Sale»

## Внешние ссылки
- Ron Hughart (англ.) на сайте Internet Movie Database